# 巴恩斯峰
84°23′S 167°34′E / 84.383°S 167.567°E
巴恩斯峰（英語：Barnes Peak），是南極洲的冰川，位於沙克爾頓海岸，處於迪科森山東南面7公里，屬於亞歷山德拉皇后山脈的一部分，海拔高度3,360米，現時由南極條約體系管理。